# Campo de Provas de Aberdeen
O Campo de Provas de Aberdeen (em inglês:  Aberdeen Proving Ground) é uma Região censo-designada localizada no estado americano de Maryland, no Condado de Harford.

## Demografia
Segundo o censo americano de 2000, a sua população era de 3116 habitantes.

## Geografia
De acordo com o United States Census Bureau tem uma área de 
31,0 km², dos quais 29,4 km² cobertos por terra e 1,6 km² cobertos por água.

## Localidades na vizinhança
O diagrama seguinte representa as localidades num raio de 12 km ao redor de Aberdeen Proving Ground. 